# Floricienta (telenovela colombiana)
Floricienta es una telenovela colombiana producida por Telecolombia y emitida por RCN Televisión entre 2006 y 2007. Fue una adaptación de la telenovela homónima argentina. Fue protagonizada por Mónica Uribe y Gonzalo Revoredo, con las participaciones antagónicas de Natalia Durán y Marcela Agudelo.
Se estrenó en prime time a las 8pm el 18 de agosto de 2006 con 9 puntos. Sin embargo salió del aire al final de un mes de emisión, y fue colocada en septiembre de ese año en el horario de las 6pm. El 10 de octubre de 2020 se reestrenó en el Canal RCN en la franja infantil Las Mañanotas de RCN siendo emitida los fines de semana y festivos juntamente con Chica Vampiro y luego con Un ángel llamado Azul. Su repetición terminó el 10 de enero de 2022.

## Argumento
Floricienta es la historia de una joven que ha estado toda su vida rodeada de cuentos de hadas y fantasía, con sueños llenos de príncipes azules e ideas mágicas, pero la misma vida se encargará de demostrarle la realidad y de aclarar sus ideas con respecto a los demás.
Seguramente sí Cenicienta hubiera sido una joven del 2000, su camino a la felicidad a ciencia cierta hubiera sido diferente porque en lugar de fregar pisos, estaría buscando trabajo para sobrevivir y no le pediría a su hada madrina ni un vestido, ni una carroza, sino tiempo y la posibilidad de poder hacer lo que le gusta en la vida. Es más, tampoco se quedaría esperando que su príncipe azul viniera a rescatarla sino que saldría a buscarlo por sí misma enfrentándonos a ver quien rescataría a quien porque definitivamente... los tiempos han cambiado.
Es un hecho que las personas van a estar siempre en busca de su alma gemela, no importa si es bonita o fea, rica o pobre. Lo importante, al fin y al cabo, es la existencia de amor, porque la vida puede ser como un cuento de hadas para los enamorados y más parecido aun cuando el destino se empeña en separarlos, ya sea por las diferentes condiciones económicas de cada uno o por los distintos ambientes donde ha crecido cada persona. Sin embargo, cuando la llama del amor crece no hay nada que pueda hacer. El destino está marcado.
Por esta razón y con los anteriores ingredientes, Floricienta es la historia de una joven que lucha por mantenerse a sí misma pues no cuenta con el apoyo de nadie, ya que su madre, quien acaba de morir, la dejó totalmente sola ante la prolongada ausencia de su padre quien ya había muerto hace algunos años.
Así las cosas, Florencia tiene que enfrentarse a diferentes trabajos duros, tiene que humillarse ante los demás, en fin vivirá difíciles situaciones que pondrán a prueba su fortaleza y carácter, pero como en un cuento de hadas, ella no sabe que el destino le guarda un gran secreto y que la vida le va a brindar más oportunidades de las que se esperaba.
Nuestra hermosa protagonista conoce el amor de su vida, un joven llamado Federico quien parece ser todo lo que ella ha estado esperando, pero termina encontrando a un hombre diferente que no es capaz de demostrarle lo que siente por culpa de su carácter y los golpes que la vida le ha dado.
A lo largo de la historia existen personas que se interponen entre los dos y que hacen que ambos se alejen, pero no podemos olvidarnos que la vida como una regla divina, siempre da a las personas lo que se merecen y esto termina ocurriendo con Florencia y Federico, pues su amor es muy fuerte como para dejarse vencer ante las adversidades.

## Elenco

### Principal
En orden de aparición
| Intérprete             | Personaje | Papel                                                    |
| ---------------------- | --- | -------------------------------------------------------- |
| Mónica Uribe           | Florencia "Flor" Ortega Valente / Florencia Santillana Valente Alterego Tía Lucrecia Fritzenwalden Margarita Valente (Fotos) | Protagonista                                             |
| Gonzalo Revoredo       | Federico Fritzenwalden | Protagonista                                             |
| Marcela Agudelo        | María Laura "Malala" Torres-Oviedo Viuda de Santillán.                                                                       | Villana. Madre de Delfina y Sofía.                       |
| Natalia Durán          | Delfina Santillán Torres-Oviedo                                                                                              | Villana. Prometida de Federico.                          |
| Cecilia Navia          | Sofía Santillán Torres-Oviedo                                                                                                | Hermana menor de Delfina                                 |
| María Teresa Barreto   | Maia Fritzenwalden | Única hermana de los Fritzenwalden                       |
| Juan Alejandro Gaviria | Nicolás Fritzenwalden | Hermano mellizo de Franco.                               |
| Javier Ramírez         | Martín Fritzenwalden | 5 °Hermano Fritzenwalden                                 |
| José Julián Gaviria    | Tomás Fritzenwalden | Hermano menor de los Fritzenwalden                       |
| Carlos Torres          | Franco Fritzenwalden | Hermano de Federico, también enamorado de Flor           |
| George Slebi           | Damián "Manga" Ramos | Amigo de Flor                                            |
| María Elisa Camargo    | Natalia "Nata" Montes | Mejor amiga de Clara e integrante de la banda            |
| Gabriel Valenzuela     | Chacho |                                                          |
| Diana Hoyos            | Clara Díaz | Miembro de la banda musical y enamorada de Nicolás       |
| Mile                   | Teresita "Titina" Ramos | Mejor amiga de Flor y "Hada Madrina"                     |
| Lucía Rengifo          | Greta Beethoven | Institutriz alemana de los Fritzenwalden                 |
| Gustavo Mortiz         | Antoine Rosas Rodríguez | Cocinero de la familia Fritzenwalden                     |
| Fabián Ríos            | Pedro | Conductor de los Fritzenwalden.                          |
| Daniela Collazos       | Roberta "Robertita" Espinosa                                                                                                 | Mejor amiga de Tomás. Fue recogida por Flor, de la calle |
| Juan Manuel Mendoza    | Matías Sánchez | Mejor amigo y abogado de Federico                        |

### Secundario
| Intérprete              | Personaje         | Papel                                                |
| ----------------------- | ----------------- | ---------------------------------------------------- |
| Andrea Gómez            | Mirna             | Empleada de Titi y pretendiente de Nicolás.          |
| Andrés Mercado          | Richie            | Amigo de Julián                                      |
| Bayardo Ardila          | Nicanor Méndez    | Detective privado de Malala                          |
| Carlos Manuel Vesga     | "Pipo"            | Jefe de Sofía                                        |
| Felipe Calero           | Julián Martínez   | Hijo del dueño del Galpón.                           |
| Liz Barbosa             | Michelle Pereira  | Estudiante mexicana que hizo intercambio con Martín. |
| Luz del Sol Neisa       | Valentina Jiménez | Amiga de Maia                                        |
| María Margarita Giraldo |                   | Rectora del Colegio de los hermanos Fritzenwalden.   |
| Santiago Bejarano       | Raúl              | Padre de Manga y exmarido de Titi                    |
| Andrea López            | Rosa              | Empleada de la familia Fritzenwalden.                |

### Actuaciones Especiales
Personajes que tuvieron una participación esporádica y no formaron parte del elenco permanentemente.
| Intérprete          | Personaje                    | Observación                              |
| ------------------- | ---------------------------- | ---------------------------------------- |
| Alberto Saavedra    | Carlos Ortega                | Tío adoptivo de Flor                     |
| Andrés Ruíz         | Gabriel Dumont               | Empresario de modas. Esposo de Mercedes  |
| Carolina Jaramillo  | Isabel                       |                                          |
| Camilo Sáenz        | Horacio Pereira              | Papá de Michelle                         |
| Carlos Posada       | Don Ronald                   | Patrocinador de Franco                   |
| Christian Tappan    | Fernando Klauss              | Primer Mánager de la Banda               |
| Freddy Flórez       | Alfonso "Pocho" Buenaventura | Sobrino de Titi. Pretendiente de Malala. |
| Nataly López        | Lucía Orozco                 | Novia de Franco.                         |
| Gary Forero         | Lorenzo Paganini             | Primer esposo de Delfina.                |
| Gastón Velandia     |                              | Periodista de Noticias RCN               |
| Heidy Bermúdez      | Marcela Ramos                | Sobrina de Titina                        |
| Horacio Tavera      |                              | Entrenador de Franco.                    |
| Juan Pablo Espinosa | Gonzalo Iglesias             | Tenista. Pretendiente de Maia            |
| Julieth Herrera     | Jazmín                       | Primer vocalista de la banda.            |
| Leonardo Álvarez    | Max Fritzenwalden            | Primo de los hermanos Fritzenwalden      |
| Margoth Velásquez   | Doña Pancha                  | Casera donde vivió Flor al principio.    |
| Maru Yamayusa       |                              | Compañera de Flor en el calabozo.        |
| Paola Díaz          | Mercedes                     | Esposa de Gabriel.                       |
| Katherine Escobar   | Adriana Ronald               | Esposa del dueño del clube de tenis      |
| Mónica Fonseca      | Catherine Williams           | Exnovia de Matías                        |
| Felipe Galero       | Daniel                       | Profesor de canto de Maia                |
| Óscar Salazar       | Saldivar                     | Abogado de las Santillán                 |
| Pepe Sánchez        | Eduardo Ortega               | Padre adoptivo de Flor.                  |
| Rebeca López        | Nilda de Santillán           | Abuela de Delfina, Sofía y Flor          |
| Richard Martínez    | Juan Pablo Rivas "Juanpis"   | Rival de Franco                          |
| Rodrigo Castro      | J.M                          | Presentador de televisión                |
| Santiago Soto       | Jorge Pérez                  | Psicólogo de la familia Fritzenwalden    |
| Vilma Vera          | Eulalia Torres-Oviedo        | Hermana de Malala                        |

## Nominaciones
| Año  | Categoría   | Premios             | Resultado |
| ---- | ----------- | ------------------- | --------- |
| 2007 | Mejor Serie | TvyNovelas Colombia | Nominada  |

## Banda sonora
La banda sonora conservó gran parte de las canciones de la serie original, sin embargo se cambiaron algunos acompañamientos, agregando instrumentos como el saxofón; y se le realizó adaptación del voseo al tuteo en algunas canciones, para que sonara más parecido a las formas de habla colombiana. Adicionalmente contenía canciones de ambas temporadas de la serie original. Esta discografía nunca fue lanzada al público, únicamente se escuchó en la novela. En esta versión Mónica Uribe no cantó, en su lugar lo hizo Paola Vargas, artista colombiana, ella no actuó en la novela.

### Coros
- María Elisa Camargo

- Diana Hoyos

- María Teresa Barreto
- George Slebi
- Juan Alejandro Gaviria
- Élmer Valenzuela

### Instrumentos
- Élmer Valenzuela (Piano)
- Juan Alejandro Gaviria (Saxofón)

| Canción                   | Voz principal                      | Observación |
| ------------------------- | ---------------------------------- | --- |
| 1,2,3                     | Paola Vargas                       | Se utilizó en el cabezote de la novela. |
| Así será                  | Paola Vargas y Gonzalo Revoredo    | |
| Así soy yo                | Paola Vargas                       | Canción inédita de la versión colombiana |
| No Dejes Pasar el Momento | Élmer Valenzuela                   | Canción inédita de la versión colombiana |
| Hay un cuento             | Paola Vargas y José Julián Gaviria | En ambas interpretaciones conservó la letra original. |
| Hay un cuento             | José Julián Gaviria                | - El artista la cantó en solitario en el Factor XS 2006 como parte de a la promoción de la novela días antes de su estreno. - En el capítulo final de la novela la cantó junto a la banda de Floricienta. |
| Junto a mí                | Paola Vargas                       | Canción inédita de la versión colombiana |
| Kikiriki                  | Élmer Valenzuela y Paola Vargas    | |
| Los niños no mueren       | Paola Vargas                       | |
| Mi vestido azul           | Paola Vargas                       | |
| Pobres los ricos          | Paola Vargas                       | |
| Tic Tac                   | Paola Vargas                       | |
| Ven a mí                  | Paola Vargas y Élmer Valenzuela    | |
| Y la Vida                 | Paola Vargas y Gonzalo Revoredo    | - La pista cambió totalmente a versión Pop, a diferencia de la argentina que es flamenca |

## Ficha técnica:[8]
Capítulos: 136
Idea original: Cris Morena
Guion original: Gabriela Fiore y Solange Keoleyán
Adaptación de Guion: Diego Vivanco, Andrés Guevara y Ana Fernanda Martínez
Dirección de Fotografía: Carlos Gómez
Dirección de Arte: Ricardo Murphy
Producción ejecutiva: Amparo López
Dirección general: Tony Navia y Julio César Romero
Música Incidental, adaptación pistas y Coreografías: Juan Gabriel Turbay